# Аржанов Фелікс Григорович
Фе́лікс Григо́рович Аржа́нов (30 листопада 1927, Кам'янець-Подільський — 17 червня 1994, Краснодар) — російський організатор нафтогазового виробництва, Почесний нафтовик, лавреат Ленінської премії в галузі науки і техніки (1976), лавреат премії імені академіка Губкіна.

## Біографічні відомості

### Освіта
1956 року закінчив Куйбишевський індустріальний інститут, здобув фах гірничого інженера-нафтовика. 1965 року закінчив Куйбишевський політехнічний інститут (фах — інженер-електрик). Кандидат технічних наук (1974).

### Життєвий шлях
Початок Німецько-радянської війни Фелікс зустрів у Харкові. Матері в хлопчика не було, а батько в перші дні війни добровольцем пішов на фронт і невдовзі загинув, захищаючи Київ. Так Фелікс залишився круглим сиротою. В ту пору йому виповнилося 13 років. Коли німецькі війська підійшли до Харкова, Фелікса забрали до себе друзі батька, які працювали на великому оборонному заводі. Так Фелікс потрапив у Нижній Тагіл. Там влаштувався електрослюсарем на завершальне складання танків Т-34.
К 1943—1950 роках Фелікс Аржанов служив у Військово-Морському Флоті. Спочатку потрапив у школу юнг, яка розміщувалася на Соловецьких островах. Там учився разом із майбутнім оперним співаком Борисом Штоколовим і майбутнім письменником Валентином Пікулем. Учасник Великої Вітчизняної війни, в одному з боїв зазнав поранення.
1956—1966 — бурильник, майстер, старший інженер, начальник цеху капітального ремонту свердловин нафтопромислу, головний технолог нафтостабілізаційного заводу, директор контори освоєння свердловин тресту в Куйбишевській області.
1966—1969 — головний інженер нафтогазодобувного управління «Юганськнафта».
1969—1977 — головний інженер, перший заступник начальника «Головтюменьнафтогазу».
1977—1980 — заступник міністра нафтової промисловості СРСР, начальник «Головтюменьнафтогазу».
1980—1984 — головний інженер науково-виробничого об'єднання «Союзтермнафта».
1984—1988 — генеральний директор компанії «В'єтрадпетро» у В'єтнамі.
1988—1994 — заступник генерального директора, генеральний директор об'єднання «Союзтермнафта».
При безпосередній участі Аржанова вперше в Західному Сибіру застосовано блочні кущові насосні станції для закачування води в пласт. Під його керівництвом проведено низку експериментів, які дозволили забезпечити дешевим паливом Сургутську ДРЕС, значно поліпшити якість підготовки нафти, впровадити ефективний газліфтний спосіб експлуатації назових свердловин.
Обирався депутатом Тюменської обласної ради.
Фелікс Григорович почав писати автобіографічну книгу «Замечательные годы моей жизни», але передчасна смерть на початку 1994 року обірвала цю роботу.
Професор Валерій Грайфер так охарактеризував Фелікса Аржанова: «Він був класним фахівцем, але зовсім не вмів підлаштовуватися під начальство та обставини» .

## Нагороди та премії
Нагороджено орденом Трудового Червоного Прапора (1971), орденом Жовтневої Революції (1975), медаллю Ушакова (1992), іншими медалями.
1976 року відзначено Ленінською премією в галузі науки та техніки. Її лауреатами від Міннафтопрому стали Валентин Шашін, Валерій Грайфер, Фелікс Аржанов .

## Увічнення пам'яті
1996 року ухвалою Думи міста Нефтеюганськ одне з нафтових родовищ Ханти-Мансійського автономного округу названо Аржановським, вулиці між 12 та 13 мікрорайонами та пішоходному бульвару між 16 і 16А мікрорайонами надано ім'я Аржанова, на фасадах будинків № 47 в 12 мікрорайоні, № 55 в 13 мікрорайоні встановили меморіальні дошки .